# 1999-2003 LASTRUM YEARS CDVD BOX
『1999-2003 LASTRUM YEARS CDVD BOX』は、日本のロックバンド、BEAT CRUSADERSのボックス・セット。2007年1月17日、LASTRUMよりリリース。

## 概要
本作は2003年に発売されたベスト・アルバム『BEST CRUSADERS』と、通信販売のみで発売されたDVD『1999-2003 LASTRUM YEARS』がセットになったものである。音と映像の両方で楽しめるので、実質的には両商品の完全版ということになる。
"BOX"という表現がされているが、実際は2枚組のデジパックケースでの発売となった。
『BEST CRUSADERS』のCDは元々CCCD使用だったが、本作ではCD-DAに変更されている。
通常盤は3,990円（税込）。初回限定盤はスペシャルプライスで2,940円（税込）での発売であった。
なお、発売日である2007年1月17日には、ASPARAGUSとのスプリットアルバム『NIGHT ON THE PLANET』がデフスターレコーズより同時発売された。

## 収録曲
収録曲・曲順は項目参照。
- 1999-2003 LASTRUM YEARS
- BEST CRUSADERS